# Vårsidenbi
Vårsidenbi (Colletes cunicularius) är ett solitärt bi som hör till släktet sidenbin. Den kallas även vårslembi i Svenskfinland. Det är ett stort sidenbi som flyger på våren, från mitten av april till maj. Biet är specialiserat i sitt födoval och dess näringsväxter är arter ur videsläktet (Salix).

## Beskrivning
Vårsidenbiet flyger tidigare än andra sidenbin och är jämförelsevis stort, 11 till 14 millimeter hos honan, 10 till 13 millimeter hos hanen. Honorna har tät gråbrun till brun behåring på mellankropp och huvud, medan hanarna har ljusare behåring. De senare bleknar dessutom och blir alltmer gråhåriga över tid. Behåringen på bakkroppen är glesare. Dessutom saknar bakkroppen hos honan helt de ljusa hårband som är vanliga hos andra sidenbin. Hanen har svaga hårband längs tergiternas bakkanter, men de är glesa och upprättstående, inte ihoppressade som hos andra arter.

## Utbredning
Vårsidenbiet förekommer i Sverige från de södra landskapen norrut till norra Värmland och längs Norrlandskusten upp till Ångermanland, även på Öland och Gotland. Arten finns också i övriga nordiska länder och når i Finland längre norrut, till Norra Österbotten, med två fynd (2012 och 2021) i sydvästligaste Lappland. Vårsidenbiet förekommer vidare i stora delar av Europa och Asien, från Storbritannien och Spanien i väster till Italien, Grekland och Turkiet i söder, samt österut via Kazakstan och Ryssland till Sibiriens Stilla havskust och nordöstra Kina. Flygtiden varierar mellan olika delar av utbredningsområdet, beroende på när biets näringsväxter blommar. I Sverige är flygtiden koordinerad till när sälgen börjar blomma, vissa år så tidigt som slutet av mars.

## Ekologi
Vårsidenbiet anlägger sina bon i sandiga marker med sparsam marktäckning och sandblottor, oftast med god solinstrålning nära trädridåer som reflekterar värmen och skyddar mot vinden. Biet har en generation per år. Hanarna kryper upp efter övervintringen några dagar före honorna. I södra Sverige sker detta normalt i mitten av april. Hanarna patrullerar sedan det område där de kläckts och söker efter honor. De flyger då i stort antal inom området någon decimeter över marken. När en hona kommer fram samlas i regel flera hanar för att få para sig med henne. De använder sannolikt såväl synen som ljud- och doftstimuli för att lokalisera var honorna gräver sig upp ur sanden. Efter parningen, som för honornas del bara sker en enda gång, gräver honan efter någon dag ut boet i sandig mark. Det består av en gång ner i sanden till några decimeters djup och avslutas med en eller flera boceller. I regel sker detta i samma område där hon själv kläckts ut. På lämpliga platser kan ett stort antal bon finnas nära varandra, så att det bildas en koloni, boaggregation. Större kolonier kan bestå av hundratals eller i enstaka fall tusentals bon som kan ligga med bara någon eller några decimeters mellanrum. Soliga, sandiga slänter där snön smälter tidigt på våren och marken värms upp tidigt är bra platser för biet att gräva bon. Honan lägger upp ett förråd av pollen som larverna kan livnära sig på. Larverna förpuppas och övervintrar i boet och nästa vår kommer en ny generation fullbildade hanar och honor fram.
Den viktigaste tidiga pollenkällan för vårsidenbiet är sälg. Gråvide och krypvide är andra arter som fungerar som tidiga näringsväxter. Senare blommande arter som fungerar som näringsväxter är svartvide, bindvide, jolster och ängsvide.
Vårsidenbiet parasiteras av bibaggen, (Apalus bimaculatus). Det finns också ett blodbi, storblodbi (Sphecodes albiabris), som lever som boparasit på vårsidenbiet. Även stor svävfluga kan förekomma som boparasit på vårsidenbiet.
Vårsidenbiets kolonier ligger ofta helt nära eller blandat med kolonier av ett annat tidigt vårbi, sälgsandbiet (Andrena vaga). Detta bi kläcks i regel någon vecka tidigare och är svart med grå behåring. Vårsidenbiet avger en tydlig doft av linalool, vilket kan spela en roll i doftkommunikationen mellan könen. Linalool har också en antiseptisk effekt. Terpenalkoholer brukar vara effektiva mot bakterier, virus och svamp, vilket kan gynna vårsidenbiet.

### Fotnoter
1. 1 2  ”Colletes cunicularius (Linnaeus, 1761)” (på engelska). ITIS. https://www.itis.gov/servlet/SingleRpt/SingleRpt?search_topic=TSN&search_value=654761#null. Läst 11 maj 2023.
2. ↑  ”Vårsidenbi Colletes cunicularius (Linnaeus, 1761)”. Taxonomi. Artdatabanken. 2025. https://artfakta.se/taxa/103078/taxonomi. Läst 4 februari 2025.
3. 1 2  Juho Paukkunen (2019). ”vårsidenbi – Colletes cunicularius”. Finlands Artdatacenter. https://laji.fi/sv/taxon/MX.204382. Läst 11 maj 2023.
4. 1 2 3 4  ”Vårsidenbi Colletes cunicularius (Linnaeus, 1761)”. Information. Artdatabanken. 2025. https://artfakta.se/taxa/103078/information. Läst 4 februari 2025.
5. 1 2  Kuhlmann, M. 2013 Colletes cunicularius . Från: IUCN 2013. IUCN Red List of Threatened Species. Version 2018.1. Läst 11 maj 2023.
6. 1 2  Åtgärdsprogram för bibagge Arkiverad 23 mars 2017 hämtat från the Wayback Machine., Naturvårdsverket, 2010, s. 13-15.